# Boura (Yako)
Pour les articles homonymes, voir Boura.
Boura est une localité située dans le département de Yako de la province du Passoré dans la région Nord au Burkina Faso.

## Santé et éducation
Le centre de soins le plus proche de Boura est le centre médical avec antenne chirurgicale (CMA) de la province à Yako.